# Marathon van Seoel 2003
De marathon van Seoel 2003 werd gelopen op zondag 16 maart 2003. Het was de 59e editie van deze marathon.
Bij de mannen finishte de Zuid-Afrikaan Gert Thys als eerste in 2:08.42. De Chinese Zhang Shujing won bij de vrouwen in 2:23.18.

## Uitslagen

### Mannen
| rang   | naam                      | land | tijd    |
| ------ | ------------------------- | ---- | ------- |
| Goud   | Gert Thys                 | RSA  | 2:08.42 |
| Zilver | Young-jun Ji              | KOR  | 2:08.43 |
| Brons  | Jimmy Muindi              | KEN  | 2:08.53 |
| 4      | Mbarak Hussein            | KEN  | 2:09.57 |
| 5      | Robert Kipkoech Cheruiyot | KEN  | 2:10.34 |
| 6      | Ryuji Takei               | JPN  | 2:11.55 |
| 7      | Elijah Mutai              | KEN  | 2:12.37 |
| 8      | Yun-Shan Zheng            | KOR  | 2:13.20 |
| 9      | Myung-Seung Lee           | KOR  | 2:13.42 |
| 10     | Ju-Young Park             | KOR  | 2:15.17 |
| 11     | Abderazzak Haki           | MAR  | 2:15.50 |
| 12     | Dmitriy Kondrashov        | RUS  | 2:17.51 |
| 13     | Benedict Ako              | TAN  | 2:18.53 |
| 14     | Yeon-Pak Lee              | KOR  | 2:19.20 |
| 15     | Young-Keun Shin           | KOR  | 2:19.26 |
| 16     | Ji-Hong Min               | KOR  | 2:20.14 |
| 17     | Suk-Soo Kim               | KOR  | 2:22.22 |
| 18     | Abebe Mekonnen            | ETH  | 2:23.19 |

### Vrouwen
| rang   | naam           | land | tijd    |
| ------ | -------------- | ---- | ------- |
| Goud   | Zhang Shujing  | CHN  | 2:23.18 |
| Zilver | Workenesh Tola | ETH  | 2:25.42 |
| Brons  | Kyung-Hee Choi | KOR  | 2:30.57 |
| 4      | Alina Ivanova  | RUS  | 2:33.52 |
| 5      | Eun-Jung Lee   | KOR  | 2:35.18 |
| 6      | Jung-Hee Oh    | KOR  | 2:35.52 |
| 7      | Meseret Kotu   | ETH  | 2:36.32 |
| 8      | Bok-Eun Chung  | KOR  | 2:37.28 |
| 9      | Rina Oishi     | JPN  | 2:37.40 |
| 10     | Yun-Hee Chung  | KOR  | 2:38.38 |
| 11     | Gong-Ju Lee    | KOR  | 2:50.01 |

1964 ·
1965 ·
1966 ·
1967 ·
1968 ·
1969 ·
1970 ·
1971 ·
1972 ·
1973 ·
1974 ·
1975 ·
1976 ·
1977 ·
1978 ·
1979 ·
1980 ·
1981 ·
1982 ·
1983 ·
1984 ·
1985 ·
1986 ·
1987 ·
1988 ·
1989 ·
1990 ·
1991 ·
1992 ·
1993 ·
1994 ·
1995 ·
1996 ·
1997 ·
1998 ·
1999 ·
2000 ·
2001 ·
2002 ·
2003 ·
2004 ·
2005 ·
2006 ·
2007 ·
2008 ·
2009 ·
2010 ·
2011 · 
2012 · 
2013 · 
2014 · 
2015 · 
2016 ·  
2017